# Lavoisiera campos-portoana
Lavoisiera campos-portoana är en tvåhjärtbladig växtart som beskrevs av Henrique Lamahyer de Mello Barreto. Lavoisiera campos-portoana ingår i släktet Lavoisiera och familjen Melastomataceae. Inga underarter finns listade i Catalogue of Life.